# Luís Manuel Gonçalves Silva
Luís Manuel Gonçalves Silva (Barcelos, Portugal, 25 de julio de 1995), conocido futbolísticamente como Reko, es un futbolista portugués que juega como centrocampista y su equipo es el F. C. Penafiel de la Segunda División de Portugal. 

## Trayectoria
Se formó en las categorías inferiores del Sporting de Lisboa y, más tarde, pasó a la estructura del S. C. Braga. Tras destacar en las filas del S. C. Braga "B", fue cedido al Vilaverdense F. C. antes de jugar en el Gil Vicente F. C. de su ciudad natal.
En la temporada 2018-19 jugó en las filas de la Académica de Coimbra.
En agosto de 2019 abandonó por primera vez Portugal y firmó por la A. D. Alcorcón para jugar en la Segunda División de España durante dos temporadas.

## Clubes
| Club                        | País     | Año       | Part. | Goles |
| --------------------------- | -------- | --------- | ----- | ----- |
| S. C. Braga "B"             | Portugal | 2014-2016 |       |       |
| Vilaverdense F. C. (cedido) | Portugal | 2016      | 0     | 0     |
| S. C. Braga "B"             | Portugal | 2017      |       |       |
| Gil Vicente F. C.           | Portugal | 2017-2018 |       |       |
| Académica de Coimbra        | Portugal | 2018-2019 | 29    | 2     |
| A. D. Alcorcón              | España   | 2019-2021 |       |       |
| Académica de Coimbra        | Portugal | 2021-2022 |       |       |
| F. C. Penafiel              | Portugal | 2022-     |       |       |